# Oscar Neumann

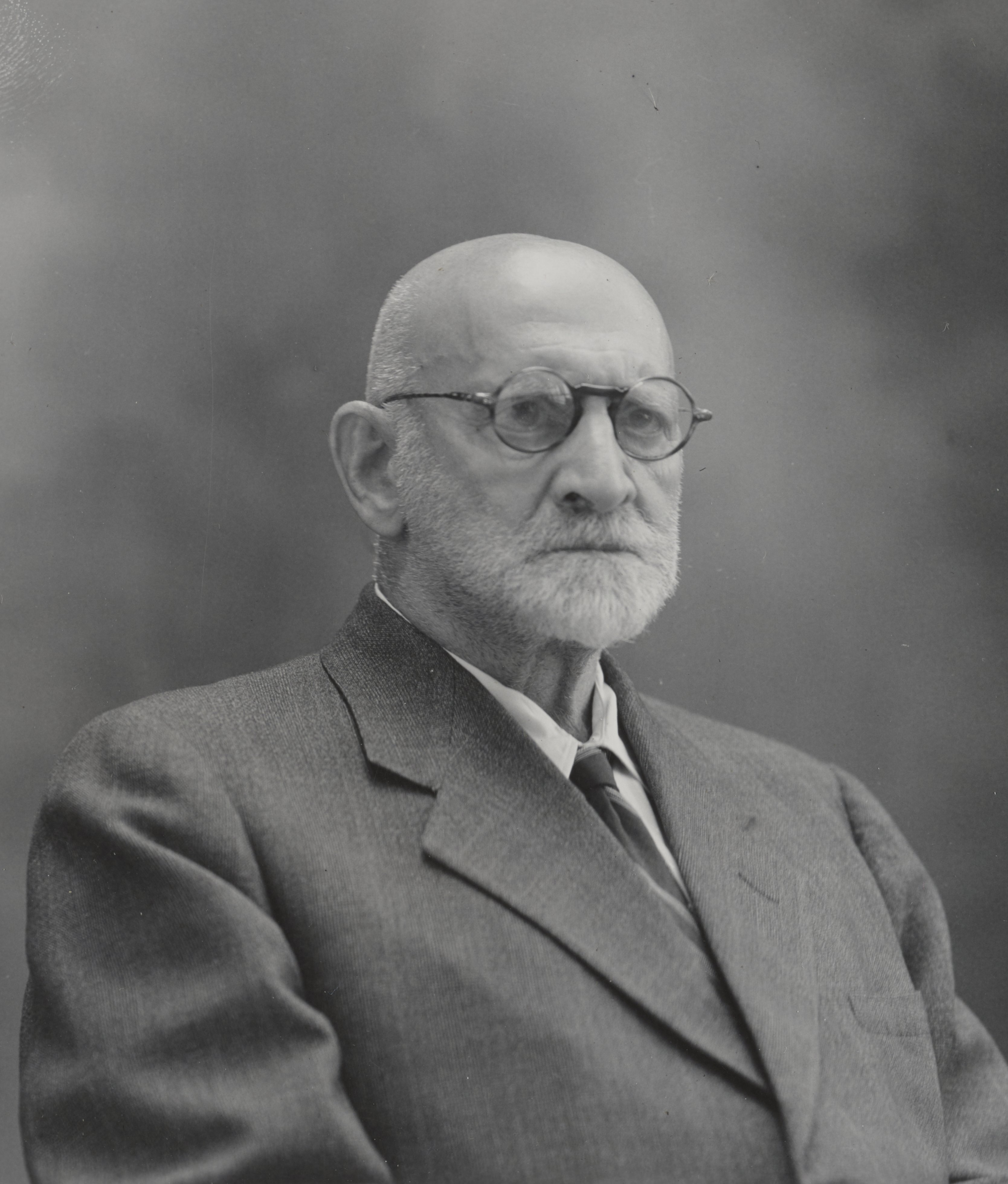
Oscar Neumann omstreeks 1940

Oscar (of Oskar) Rudolph Neumann (Berlijn, 3 september 1867 - Chicago, 17 mei 1946) was een Duits ornitholoog.

## Biografie
Neumann ondernam verschillende expedities naar Afrika, meer bepaald tussen 1892 en 1894, en heeft verschillende nieuwe soorten van het Afrikaanse continent beschreven. Verder ondernam hij samen met de Duitse ornitholoog baron Carlo von Erlanger (1872-1904) een reis van twee jaar naar Somaliland. De resultaten van zijn expedities beschreef hij in de wetenschappelijke Journal für Ornithologie (thans Journal of Ornithology) en zijn vondsten werden tentoongesteld in het Museum für Naturkunde in Berlijn.
In 1908 kreeg hij de kans om in het  Tring Museum van Lionel Walter Rothschild te gaan werken. Enkele maanden later werd Rothschild door financiële problemen gedwongen medewerkers te ontslaan. Neuman vertrok naar Berlijn en werkte daar overdag als effectenhandelaar en besteedde zijn vrije tijd als (honorair) conservator van de afdeling vogels van het Museum für Naturkunde. Hij is daar lange tijd werkzaam gebleven en heeft veel waardevol werk afgeleverd over de avifauna van vooral Afrika. Vanwege zijn Joodse achtergrond werd de toegang tot dit museum voor hem na 1935 echter steeds moeilijker, waarop zijn vriend Julius Riemer hem in huis nam en hem hielp om in 1941 vanuit Duitsland via Spanje en Cuba naar Amerika te vluchten.  Hij vloog in 1941 van Berlijn naar Cuba en later naar Chicago, waar hij de laatste jaren van zijn leven als conservator in het Field Museum of Natural History werkte.
Grote delen van zijn collecties bevinden zich nu in het Julius Riemer Museum in Wittenberg.

## Beschreven soorten
Tot de vogelsoorten die Neumann (soms samen met Anton Reichenow of Ernst Hartert) beschreven heeft, behoren in chronologische volgorde:

### Vogelsoorten
- Illadopsis pyrrhoptera (Reichenow & Neumann, 1895) – berglijstertimalia
- Apalis porphyrolaema Reichenow & Neumann, 1895 – bergapalis
- Falco fasciinucha Reichenow & Neumann, 1895 – Taita-valk
- Prinia melanops (Reichenow & Neumann, 1895) – zwartkopprinia
- Macrosphenus kretschmeri (Reichenow & Neumann, 1895) – Kretschmers langsnavelzanger
- Calandrella erlangeri (Neumann, 1906) – Erlangers leeuwerik
- Anthus nyassae Neumann, 1906 – bospieper
- Batis perkeo Neumann, 1907 – kleine doornvliegenvanger
- Bradypterus graueri (Neumann, 1908) – westelijke savannevliegenvanger
- Coracina graueri (Neumann, 1908) – Grauers struikzanger
- Trachyphonus usambiro Neumann, 1908 – usambirobaardvogel
- Buteo oreophilus Hartert & Neumann, 1914 – bergbuizerd
- Anthreptes neglectus Neumann, 1922 – uluguruhoningzuiger
- Otus mendeni Neumann, 1939 – banggaidwergooruil
- Tyto nigrobrunnea Neumann, 1939 – Neumanns kerkuil
- daarnaast nog ruim 200 ondersoorten.